# Сентралгатчі (Джорджія)
Сентралгатчі (англ. Centralhatchee) — місто (англ. town) в США, в окрузі Герд штату Джорджія. Населення — 348 осіб (2020).

## Географія
Сентралгатчі розташоване за координатами 33°22′5″ пн. ш. 85°6′16″ зх. д. / 33.36806° пн. ш. 85.10444° зх. д. (33.367964, -85.104356).  За даними Бюро перепису населення США в 2010 році місто мало площу 8,49 км², з яких 8,48 км² — суходіл та 0,00 км² — водойми.

## Демографія
Згідно з переписом 2010 року, у місті мешкало 408 осіб у 160 домогосподарствах у складі 115 родин. Густота населення становила 48 осіб/км².  Було 182 помешкання (21/км²).
Расовий склад населення:
| - 85,5 % — білих - 9,6 % — чорних або афроамериканців - 1,7 % — корінних американців - 0,2 % — азіатів |

До двох чи більше рас належало 2,9 %. Частка іспаномовних становила 0,0 % від усіх жителів.
За віковим діапазоном населення розподілялося таким чином: 24,5 % — особи молодші 18 років, 60,1 % — особи у віці 18—64 років, 15,4 % — особи у віці 65 років та старші. Медіана віку мешканця становила 41,7 року. На 100 осіб жіночої статі у місті припадало 90,7 чоловіків;  на 100 жінок у віці від 18 років та старших — 102,6 чоловіків також старших 18 років.
Середній дохід на одне домашнє господарство  становив 48 099 доларів США (медіана — 46 094), а середній дохід на одну сім'ю — 53 910 доларів (медіана — 58 438). Медіана доходів становила 49 531 долар для чоловіків та 30 139 доларів для жінок. За межею бідності перебувало 28,3 % осіб, у тому числі 32,1 % дітей у віці до 18 років та 24,6 % осіб у віці 65 років та старших.
Цивільне працевлаштоване населення становило 159 осіб. Основні галузі зайнятості: будівництво — 17,0 %, освіта, охорона здоров'я та соціальна допомога — 16,4 %, мистецтво, розваги та відпочинок — 15,7 %, виробництво — 15,1 %.